# Eusko gudariak
«Eusko Gudariak» és una cançó basca escrita el 1932 per José María de Garate, llavors president del Partit Nacionalista Basc, basant-se en la melodia d'«Atzo Bilbon nengoen» (Ahir era a Bilbao), una cançó tradicional alabesa. La lletra va ser modificada durant la guerra civil espanyola per Alejandro Lizaso Eizmendi que li va afegir l'estrofa final per a donar-li un aire més triomfant i combatiu.
Durant la guerra civil i el període de dictadura franquista va adquirir estatus d'himne del País Basc, encara que el govern Basc de 1936 havia designat la melodia d'Eusko Abendaren Ereserkia com a tal. El 1983, quan es van instituir la bandera i himne oficial de la comunitat autònoma del País Basc l'Eusko Gudariak va ser una de les melodies que es va proposar per realitzar aquesta funció (les altres eren Gernikako arbola i l'Eusko Abendaren Ereserkia (melodia del Gora ta gora) que finalment va ser l'escollit). De totes maneres l'Eusko gudariak alguns sectors de la societat basca, particularment els vinculats a l'esquerra abertzale, la continuen considerant com a himne basc i s'usa d'aquesta manera en els seus actes.
La cançó ha estat publicada en discos per cors i grups com Pantxoa eta Peio o únicament amb la seva música, com és el cas de l'edició de cançons de la república i de la guerra, com el títol publicat el 1982 pel PSOE La Internacional.

## Incidents de Guernica
El 5 de febrer de 1981, un grup de més de treinta representants electes d'Herri Batasuna va cantar l'«Eusko Gudariak» durant la visita del Rei Joan Carles I a la Casa de Juntes de Guernica, en el que fou el seu primer viatge oficial al País Basc des que va ser coronat. Quan el Rei estava realitzant el seu discurs, els diputats abertzales el van interrompre cantant, amb el puny enlaire, l'«Eusko Gudariak». La resta de diputats va intentar fer-los callar amb aplaudiments cap al monarca fins que foren desallotjats per l'Ertzaintza.

## Lletra
| « | (basc) Eusko Gudariak gara Euskadi askatzeko, gerturik daukagu odola bere aldez emateko. (bis) Irrintzi bat entzunda mendi tontorrean, goazen gudari danok Ikurriñan atzean. (bis) Faxistak datoz eta Euskadira sartzen. goazen gudari danok geure aberria zaintzen. Gure aberri laztanak dei egin dausku-ta goazen gudari danok izkiluak hartuta. Arratiarren borroka izan da Intxortan Mola ta erreketek gelditu dira bertan. Ikurriña goi-goian daukagu zabalik ez da iñor munduan eratsiko dabenik. Nahiz ta etorri Mola ta mila rekete, ezta iñor sartuko bizirik garen arte. Agur Intxorta maite gomutagarria Arratiar mutilen garaitza tokia. Ezta iñor sartuko ez Euskal Herrian eusko gudariren bat zutik dagon artian. | (català) Som soldats bascos per alliberar Euskadi, Estem disposats a vessar la nostra sang per ella. (bis) S'escolta un irrintzi des del cim, Anem-hi tots els soldats darrere de la Ikurriña! (bis) Ja venen els feixistes entrant a Euskadi Anem-hi tots els soldats, cuidant la nostra pàtria! Que la nostra pàtria estimada ens ha cridat, anem-hi tots els soldats agafant les armes. La lluita dels d'Arràtia ha sigut a Intxorta, Mola i els requetès s'hi han quedat. Tenim la Ikurriña oberta ben a dalt, no hi ha ningú al món que la hi pugui treure. Tot i que vinguin en Mola i milers de requetès, no hi entrarà ningú mentre seguim vius. Adeu, estimada i per sempre recordada Intxorta. Lloc de la victòria dels nois d'Arràtia. No entrarà ningú, no a Euskal Herria mentre algun soldat basc segueixi dempeus. | » |